# Conservatoire à rayonnement régional de Bayonne
Ne pas confondre avec les conservatoires homonymes de Paris 13e et de Levallois-Perret
 (août 2025).

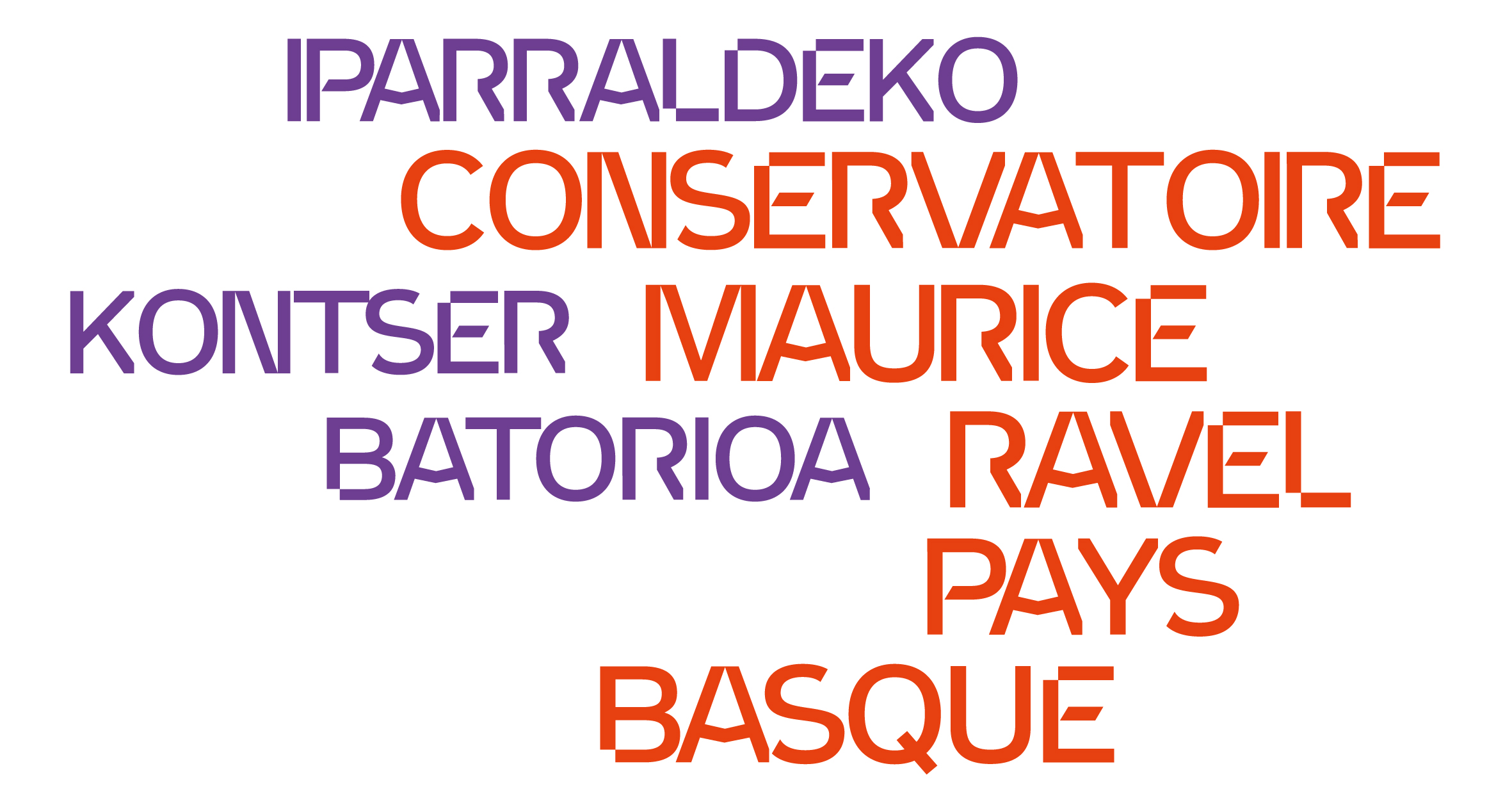
Logo du conservatoire Maurice-Ravel Pays basque.

Le conservatoire Maurice-Ravel Pays basque - Iparraldeko Kontserbatorioa est un conservatoire à rayonnement régional, établissement français d'enseignement artistique agréé  par l'État (Direction générale de la Création artistique du ministère de la Culture et de la Communication), et géré par une Régie Autonome. Il propose trois spécialités, musique, danse et théâtre répartis sur quatre sites situés à Bayonne, Biarritz, Hendaye et Saint-Jean-de-Luz.

## Histoire
Le conservatoire Maurice-Ravel Pays basque fut créé en tant qu'école municipale de musique par arrêté municipal en date du 15 avril 1876, après conseil pris auprès du violoniste Delphin Alard, pour susciter des musiciens à l'orchestre du théâtre. Huit ans plus tard, cet établissement devenait École Nationale de Musique contrôlée pédagogiquement par l'État (voir arrêté du 10 mars 1884). Depuis, le conservatoire n'a jamais interrompu son activité même pendant la période des deux grands conflits mondiaux. L'établissement devient CNR (Conservatoire national de région) dans les années 1990, appellation équivalente à l'actuel CRR (Conservatoire à rayonnement régional). À la fin des années 2000 sera pris l'initiative d'attacher le nom de Maurice Ravel à celui du conservatoire. 

### Directeurs successifs
- Ernest Jubin de 1876 à 1896[3]
- Jean-Joseph-Gabriel Gabaston à partir de 1896[4]
- Ermend-Bonnal de 1920 à 1942[5]
- Eugène Portré de 1942 à 1946
- Jean-François Curaudeau de 1946 à 1956
- Louis Bertholon de 1958 à 1963
- Gontran Dessagnes de 1964 à 1969
- Roger Pouzet de 1970 à la fin des années 1980
- Robert Delcroix de la fin des années 1980 à 1999
- Xavier Delette de 1999 à 2005
- Arnaud Péruta de 2005 à 2011
- Michaël Gavazzi de 2011 à 2021
- Edgar Nicouleau depuis le 1er octobre 2021[réf. nécessaire]

## Le conservatoire Maurice-Ravel Pays basqueaujourd’hui[Quand?]
Le conservatoire, et ses 86 professeurs, accueillent[Quand ?] 1 700 élèves, répartis sur quatre sites, Bayonne (regroupant 900 élèves), Biarritz (profitant de la proximité du centre chorégraphique national Malandain-Ballet, la structure privilégie l’enseignement de la danse), Hendaye et Saint-Jean-de-Luz.

### Diplômes délivrés
Le conservatoire décerne un certificat d'études musicales, un Diplôme d'études musicales et un certificat d'études chorégraphiques.

### Enseignement
Dans le domaine musical, le conservatoire délivre un enseignement concernant les cordes (violon, alto, violoncelle, contrebasse), les bois (flûtes, hautbois, basson, saxophone, clarinette), les cuivres (cor, trompette, trombone, tuba) ainsi que les instruments polyphoniques (piano, accordéon, guitare, harpe, orgue, percussions) et les instruments traditionnels basques (Txistu, Ttun-ttun ...). Des classes de chant, d’écriture et de composition musicales sont également organisées. De même l’enseignement de la musique ancienne (flûte à bec, clavecin, contrebasse baroque, viole de gambe et violon baroque) fait partie de la palette du conservatoire. Enfin, le chant, la musique et la danse traditionnels occupent une place privilégiée.
En musique, le conservatoire conformément à l'obligation de qualification de rayonnement régional avait jusqu'en 2014 deux départements : musique ancienne et musiques traditionnelles.
La danse classique et la danse contemporaine font partie de l’offre du conservatoire ainsi que le théâtre.

### Administration
Le conservatoire est une "Régie autonome à personnalité morale" de la Communauté d'agglomération Pays Basque dont le siège est à Bayonne,   Il perçoit des subventions de l’État, représenté par la Direction Régionale des Affaires Culturelles (DRAC) et du conseil général des Pyrénées-Atlantiques.

### Partenariats
Le conservatoire bénéficie de plusieurs partenariats, en particulier celui de l’Orchestre du Pays Basque - Iparraldeko Orkestra (fondé officiellement le 1er janvier 1975, au sein duquel de nombreux professeurs participent, et qui constitue « la structure d'expression artistique des enseignants du conservatoire ». La direction artistique de l’orchestre est d’ailleurs de la responsabilité du directeur du conservatoire et les enseignants y ont la priorité.
Le conservatoire, en partenariat avec l’Éducation nationale, s’inscrit dans un cycle de classes à horaires aménagés, tant dans le domaine musical, chorégraphique que théâtral. À Bayonne, les écoles primaires Maurice-Ohana et Charles-Malégarie participent à ce programme, avec pour dominantes respectives, la musique et le théâtre. De même, les écoles Jules-Ferry (plus particulièrement pour la danse) et du Braou (art dramatique principalement) de Biarritz, Évariste-Galois (chant choral en particulier) d’Anglet, se sont associées à la démarche. Les collèges Marracq (Bayonne) et Jean-Rostand (Biarritz - horaires facilités) font également partie de l’initiative.